# Plaza Dizengoff

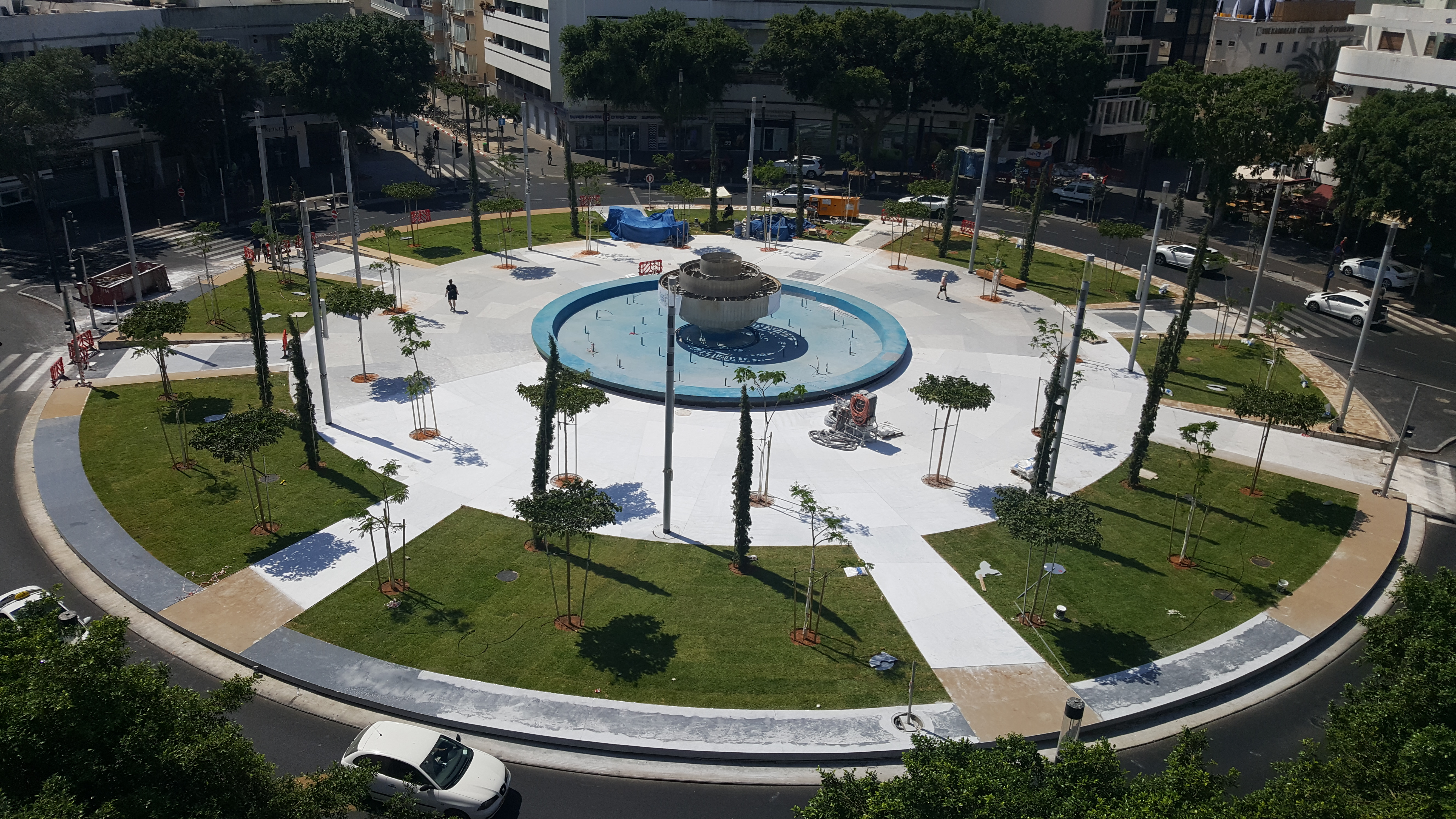
2019

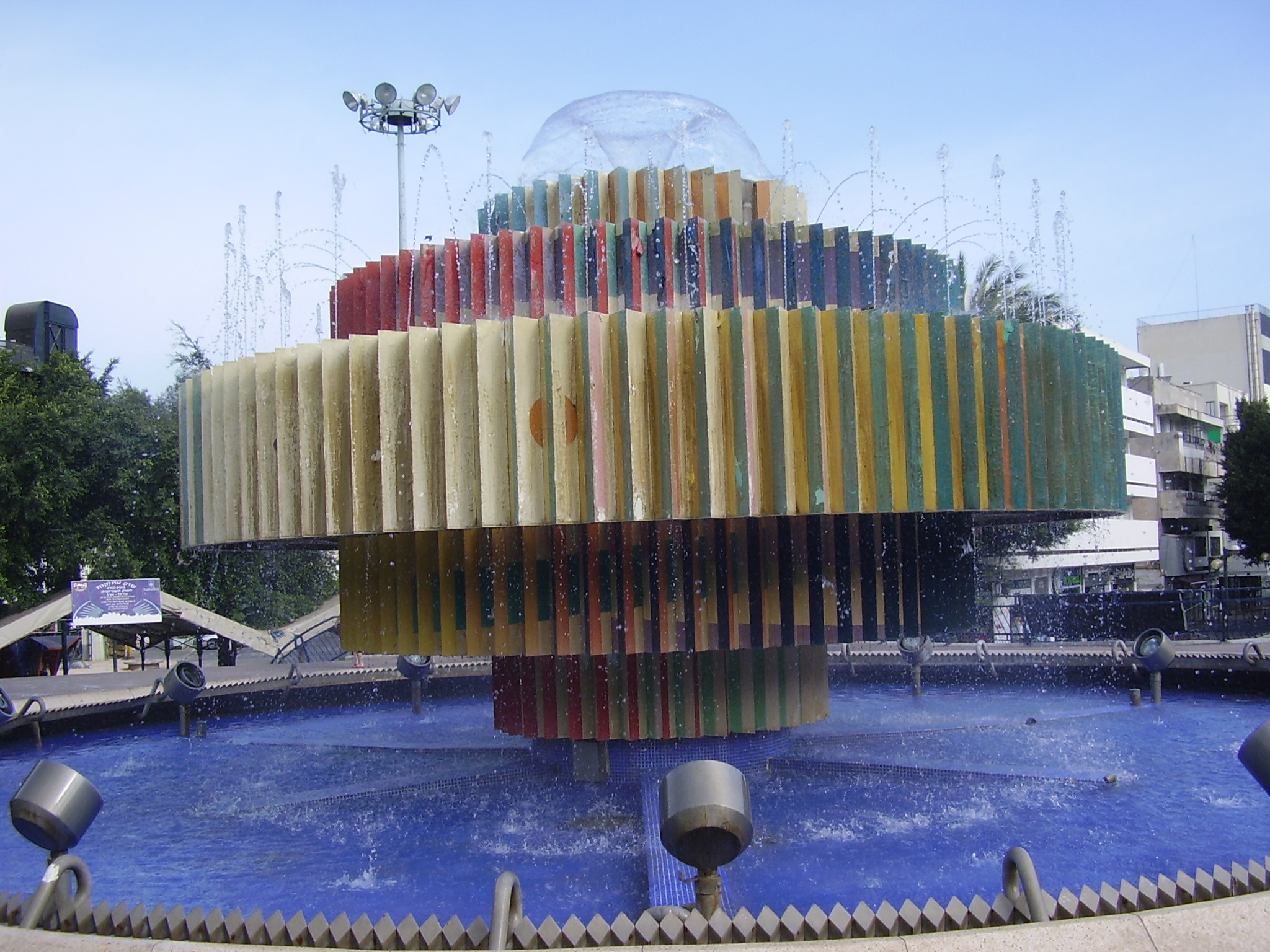
El monumento de Dizengoff Square, Fire and Water Fountain, deYaacov Agam (2005).

Dizengoff Square (hebreo: con niqud: כִּכָּר דִיזֶנְגוֹף, sin niqud: כיכר דיזנגוף, Kikar Dizengof, nombre completo Zina Dizengoff Square, hebreo: כִּכָּר צִינָה דִיזֶנְגוֹף, Kikar Tzina Dizengof) es una plaza emblemática situada en Tel Aviv, Israel, en la intersección de las calles Dizengoff, Reines y Pinsker. Es una de las principales plazas de la ciudad, se construyó en 1934 y se inauguró en 1938.

## Historia

### Primeros años (1930-70)

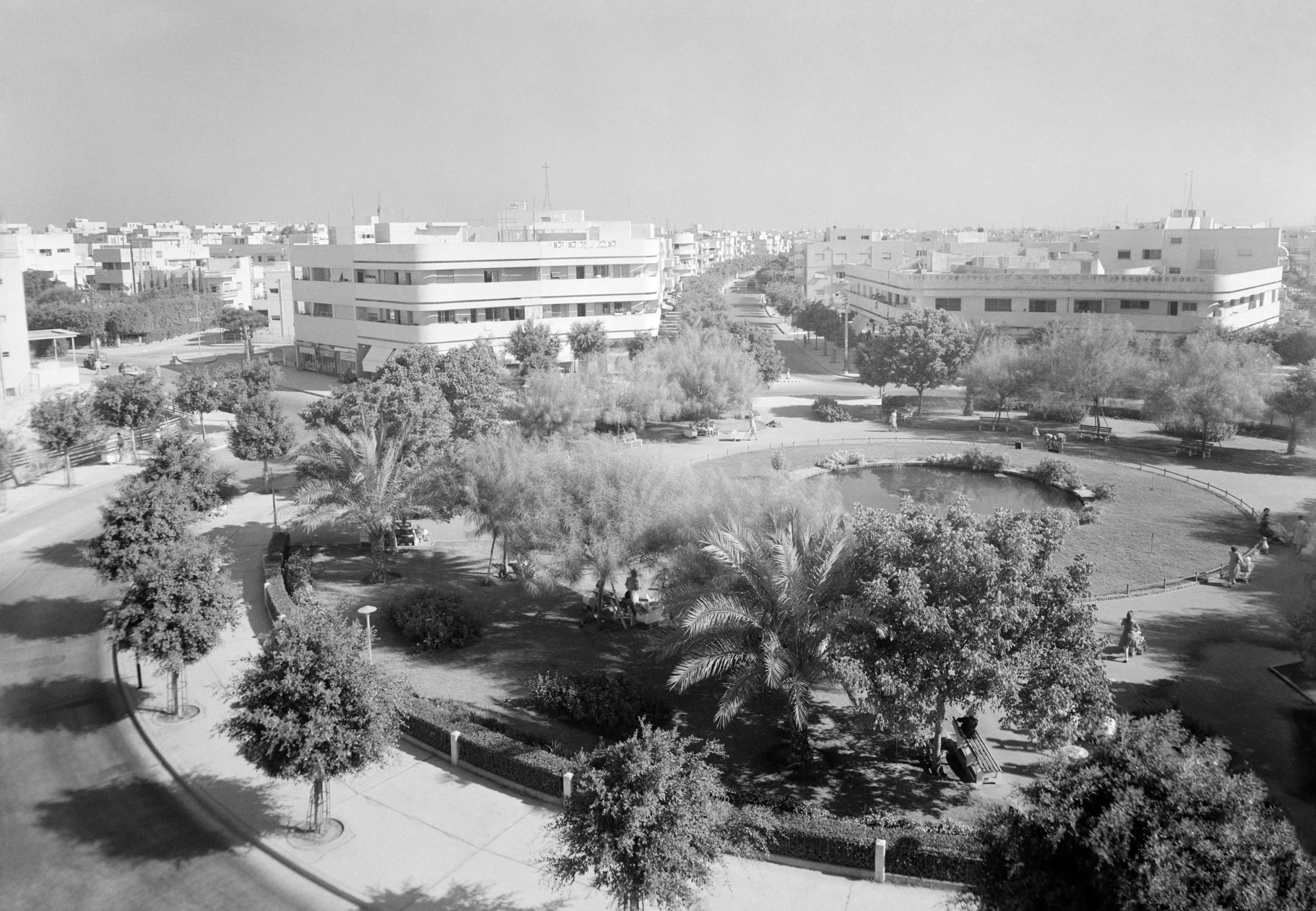
La Plaza Dizengoff, fotografiada entre 1940 y 1946.

La plaza, construida en 1934, era parte del plan urbano original de Sir Patrick Geddes, y fue diseñada por el arquitecto Genia Averbuch. La idea de construir un aparcamiento de coches bajo la plaza no se realizó, y en su lugar se construyó una rotonda alrededor de la plaza, y en su centro un jardín con una fuente y zonas de descanso con sombras. Durante décadas la plaza fue un lugar popular y uno de los monumentos de la histórica "Ciudad Blanca" de Tel Aviv.
La plaza es circular y ha sido un punto central de Tel Aviv desde su creación en la década de 1930. Su situación en la zona más céntrica de la ciudad es una de las razones. La Plaza Dizengoff se nombró en honor a Zina (Tzina), esposa del primer alcalde de Tel Aviv, Meir Dizengoff. El diseño original de la década de 1930 la llamaba "la Étoile de Tel Aviv" debido a la forma de la plaza, una rotonda en la intersección de seis calles.

### Rediseño (década de 1970)

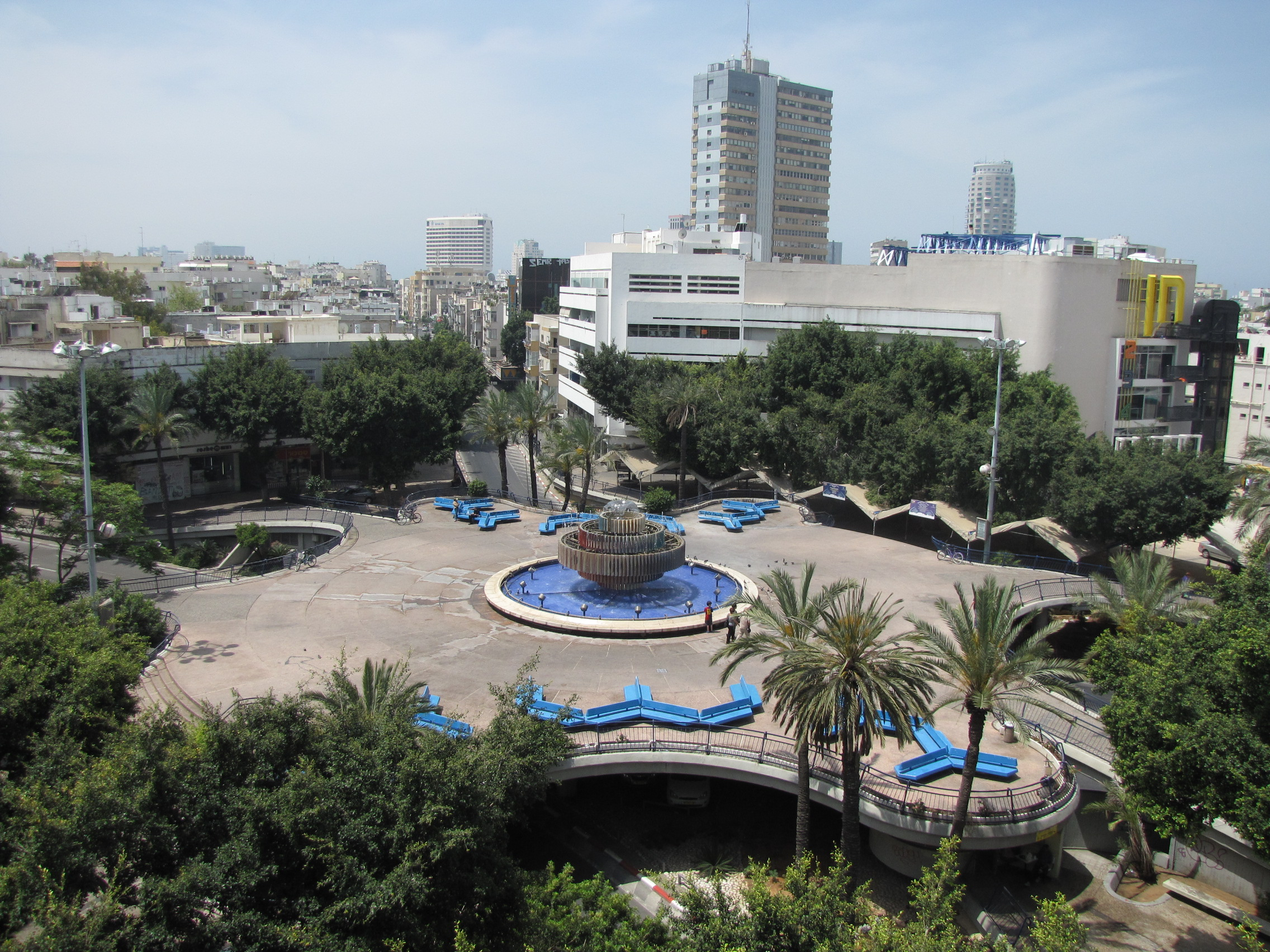
Una imagen que muestra la actual distribución de dos niveles (2010).

En 1978, se introdujo la actual configuración de dos niveles, durante la alcaldía de Shlomo Lahat, con la Calle Dizengoff por debajo de la plaza, en un intento de aliviar la congestión del tráfico en la zona. El proyecto fue del arquitecto Tsvi Lissar, de Lissar Architects and City Planners. La plaza se reconstruyó usando un diseño totalmente diferente: se cubrió con una plaza peatonal elevada por encima de las calles Dizengoff, Pinsker y Reines. La zona peatonal está elevada, y está conectada mediante rampas a las aceras adyacentes y a las zonas peatonales de las calles Ben Ami y Zamenhoff, mientras que el tráfico usa el nivel inferior.
Estos cambios recibieron reacciones furiosas, pero las autoridades de la ciudad explicaron que fueron necesarias para resolver los problemas de tráfico.

### Centro de la plaza y fuente (década de 1980)
La plaza se sitúa a 300 m del Dizengoff Center, la construcción del cual comenzó en 1972 y no se completó hasta 1983. Durante el rediseño de la década de 1970, se construyó una fuente en el centro de la plaza, y fue sustituida en 1986 con la ahora histórica fuente cinética, de Yaacov Agam.

### Renovación (década de 2000)
Hay propuestas para restituir a Dizengoff Square su diseño original para devolverle su popularidad. En 2007, el ingeniero municipal de Tel Aviv, Hezi Berkovich, explicó que querían "evitar dos niveles, elevados o hundidos, en el centro de la ciudad, y actualmente la plaza corta la línea de visión que es tan importante para los peatones, que no caminan por las aceras de las calles y no las disfrutan. En su lugar suben y bajan la plaza. Con los años, la plaza y los edificios que la rodean se han deteriorado". Además, querían trasladar la escultura de Agam a otro lugar de Tel Aviv.
El antiguo alcalde Lahat, que era alcalde cuando se rediseñó la plaza, también apoya la restauración la plaza al nivel de calle, diciendo que destruir la plaza original para solucionar la congestión fue la única decisión de su alcaldía de la que se arrepintió. Dijo que "soy responsable, y asumo la culpa," y "cambiamos la plaza, y toda la vegetación y la belleza desapareció. Ahora es posible hacer algo muy bonito e imponente," refiriéndose a la posible renovación de la plaza.

## Actividad
Bauhaus Center ofrece visitas audioguiadas alrededor de la plaza. Dos veces a la semana, se realiza un mercado de segunda mano en el nivel inferior.
El Bet Midrash (sinagoga/sala de estudios) del Rebe Yaakov Tzvi Meir Ehrlich, se sitúa en la Plaza Dizengoff. Este bet midrash funciona como un centro de divulgación donde las lecturas semanales y el Oneg Shabbat de la noche del viernes atraen a muchos judíos laicos y los orientan hacia la práctica religiosa. El Rebe es conocido como un orador y educador muy inspirador.

## En la cultura popular
- Matt Harding eligió la Plaza Dizengoff y fuente de Agam para grabar su danza mundial, Where the Hell is Matt?, el 28 de junio de 2007 (la película se estrenó en 2008, y está disponible aquí).[7]